# GSi

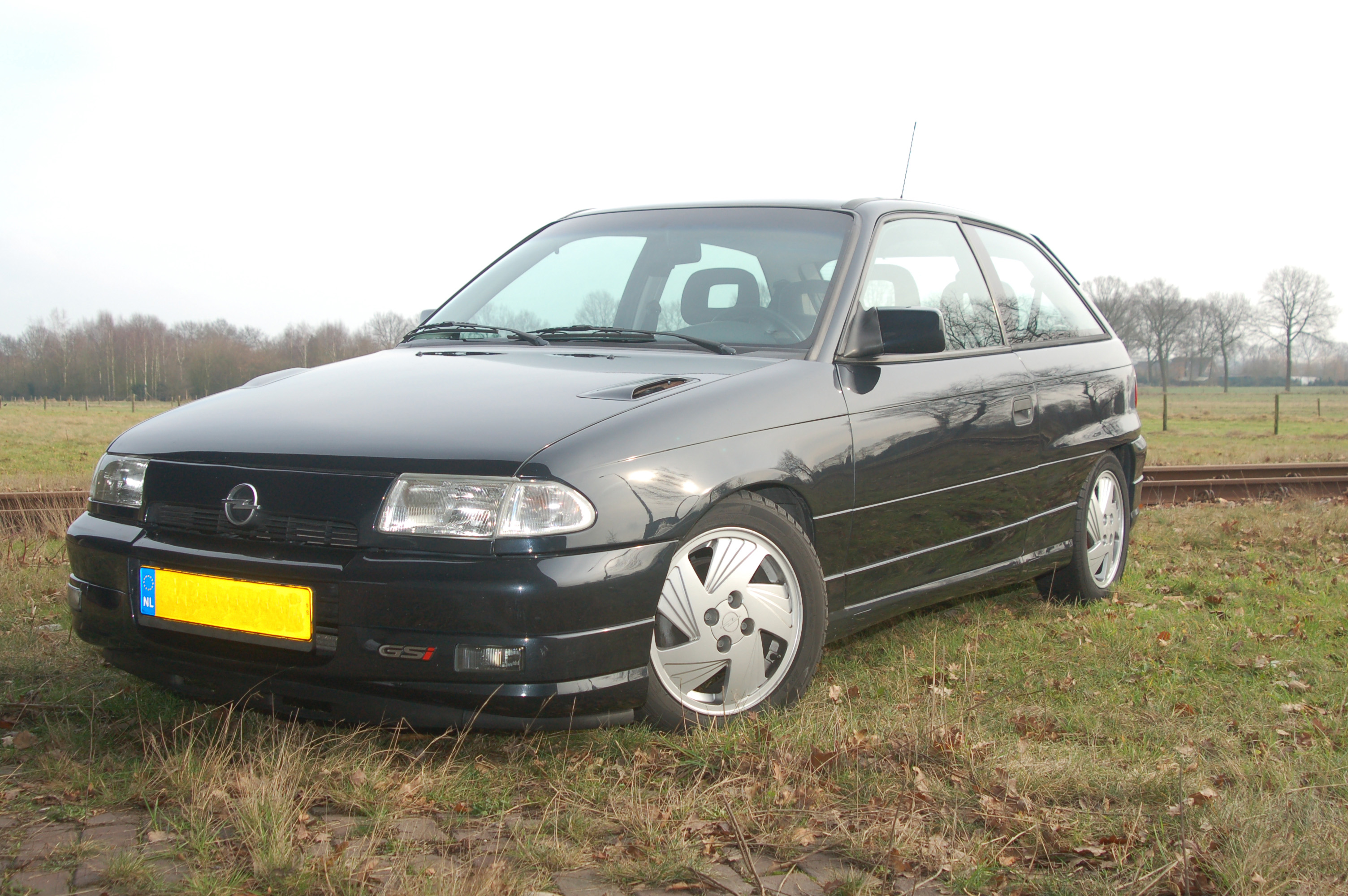
Opel Astra F GSi uit 1992

GSi staat voor Grand Sport injection. De term GSi wordt in 1983 door Opel geïntroduceerd in reactie op de lancering van de GTi van Volkswagen Golf als modelnaam voor een sportieve versie van verschillende Opelmodellen. De aanduiding komt in de plaats van de bestaande GT/E (Gran Turismo/Einspritz) aanduiding (Opel Kadett, Opel Manta).
Opeltypes met GSi-uitvoering:
- Manta (B)
- Kadett (E)
- Corsa (A)
- Astra (F)
- Corsa (B)
- Corsa (C)
- Corsa (D)
- Insignia (B)

Tot 1998 hanteerde Opel de aanduiding GSi alleen voor de topuitvoeringen. Deze topmodellen kregen vanaf dat moment de aanduiding OPC, hetgeen staat voor Opel Performance Center. Alleen bij de Corsa C duurde dit tot de vervanging in 2006 door de Corsa D.
In 2007 kondigt Opel toch weer de komst aan van een GSi-uitvoering van de Corsa D. Dit betreft echter in tegenstelling tot de eerdere GSi's niet het topmodel. De prestaties liggen met een vermogen van 150 pk beneden die van de OPC-uitvoering van hetzelfde model (192 pk).
In de media is tussen 2008 en 2017 veel gespeculeerd over een mogelijke terugkeer van de GSi badge op de Opel Astra, zowel bij de Astra J, als bij de Astra K. Een werkelijk vervolg is hierop niet gekomen.
Op 18 juli 2017 brengt Opel op de instagram van Opel/Vauxhall design naar buiten dat het GSi label nieuw leven krijgt. Op de IAA in Frankfurt zal de Opel Insignia GSi worden onthuld .